# Мідден-Делфланд
Мідден-Делфланд (нід. Midden-Delfland) — муніципалітет у Нідерландах, у провінції Південна Голландія.

## Населення
Станом на 31 січня 2022 року населення муніципалітету становило 19465 осіб. Виходячи з площі муніципалітету 47,19 кв. км., станом на 31 січня 2022 року густота населення становила 412 осіб/кв. км.
За даними на 1 січня 2020 року 12,6%  мешканців муніципалітету мають емігрантське походження, у тому числі 6,4%  походили із західних країн, та 6,3%  — інших країн.

## Населені пункти
До складу муніципалітету входять;
Села
- Ден-Горн
- Масланд
- Схіплейден
- 'т-Ваудт

Селища
- Годенпейл
- Звет